# Arena Geumjeong
Arena Geumjeong – hala sportowa o konstrukcji stalowej, zlokalizowana w Pusan w Korei Południowej. 
Arena została zaprojektowana przez Kyu Sung Woo Architects Inc. z Cambridge jako jeden z trzech głównych obiektów sportowych wzniesionych na potrzeby Igrzysk Azjatyckich w 2002 roku. Architektem jest Kyu Sung Woo, inżynierem konstrukcji – Wacław Zalewski. Projekt wyłoniono w ramach ogólnokrajowego konkursu ogłoszonego przez władze Pusanu. Arenę ukończono w 2002 roku. Obiekt mieści 4000 widzów i pełni funkcję hali sportowej oraz wielofunkcyjnej areny widowiskowej .